# Стад Бордле (регбійний клуб)
Стад Бордле (фр. Stade Bordelais) — французький регбійний клуб, який було засновано в Бордо, 18 липня 1889 року.

## Історія
У 1990-х роках клуб був основним гравцем чемпіонату Франції з регбі. Між 1899, а 1911 роком , клуб став семиразовим чемпіоном Франції.До сезону 2005-2006, старша група брала участь у змаганнях другого рівня в Про Д2, але і це не врятувало клуб перед об'єднанням з Бордо-Бегль Жиронда. Після об'єднання клуб отримав назву Юньон Стад Борде — СК Бордо Бегль Жиронда (фр. Union Stade Bordelais-CA Bègles Bordeaux Gironde) або ЮСБСКББЖ (фр. USBCABBG.

## Стадіони
Команда розігрувала свої матчі на стадіоні Стад Сен-Жермен, але від сезону 2015-2016 грає на стадіоні Стад Жак-Шабан-Дельмас.

## Досягнення
Топ 14
- Чемпіон: 1899, 1904, 1905, 1906, 1907, 1909, 1911
- Фіналіст: 1900, 1901, 1902, 1908, 1910

Кубок Франції
- Фіналіст: 1943, 1944

Шаленж де л'Есперанс
- Переможець: 1997
- Фіналіст: 1993

## Фінальні матчі
|                 |                       |           |             |                            |               |
| Дата            | Чемпіон               | Результат | Фіналіст    | Стадіон                    | Вболівальники |
| 30 квітня 1899  | Стад Бордле           | 5:3       | Стад Франсе | Стад Сен-Жермен, Ле-Бускат | 3 000         |
| 22 квітня 1900  | Рейсінг Клаб де Франс | 37:3      | Стад Бордле | Леваллуа-Перре             | 1 500         |
| 31 березня 1901 | Стад Франсе           | 0:3       | Стад Бордле | Стад Сен-Жермен, Ле-Бускат | ...           |
| 23 березня 1902 | Рейсінг Клаб де Франс | 6:0       | Стад Бордле | Парк де Пренс, Париж       | 1 000         |
| 27 березня 1904 | Стад Бордле           | 3:0       | Стад Франсе | Ла Фесондрі, Сен-Клу       | 2 000         |
| 16 квітня 1905  | Стад Бордле           | 12:3      | Стад Франсе | Стад Сен-Жермен, Ле-Бускат | 6 000         |
| 8 квітня 1906   | Стад Бордле           | 9:0       | Стад Франсе | Парк де Пренс, Париж       | 4 000         |
| 24 березня 1907 | Стад Бордле           | 14:3      | Стад Франсе | Стад Сен-Жермен, Ле-Бускат | 12 000        |
| 5 квітня 1908   | Стад Франсе           | 16:3      | Стад Бордле | Ів дю Мануар, Коломб       | 10 000        |
| 4 квітня 1909   | Стад Бордле           | 17:0      | Тулуза      | Стад де Пон Жюмо, Тулуза   | 15 000        |
| 17 квітня 1910  | ФК Ліон               | 13:8      | Стад Бордле | Парк де Пренс, Париж       | 8 000         |
| 8 квітня 1911   | Стад Бордле           | 14:0      | СЦУФ        | Стад Сен-Жермен, Ле-Бускат | 12 000        |

## Знамениті гравці

### Французькі гравці
| - Жан-Жак Коніль де Бейсак - Ожен Біяк - Моріс Буаю - Моріс Брюно - Жюльєн Дуфу | - Альберт Дупві - Марк Жіакарді - Рене Грасьє - Марсель Лаффит - Паскаль Лапорт | - Жан Лудва - Моріс Лав'єль - Альфонс Массі - Вінсент Москато - Вільям Тешвер |